# Saga och sanning
Saga och sanning är en bronsskulptur i Esplanadparken i Helsingfors av Gunnar Finne. Den uppfördes 1932 vid Svenska Teatern och är ett minnesmärke över Zacharias Topelius.
Motivet är två gestalter, där den ena som ska representera Sanning har sanningens låga i handflatan och står vänd mot Södra Esplanaden. Den andra, som ska representera Saga, har sagans krönta fågel på sitt finger och står vänd mot Norra Esplanaden. Tidigare stod skulpturerna i motsatt riktning. Skulpturen är 1,8 meter hög och gjord i brons, och postamentet är 1,4 meter högt och gjort av granit.